# Páva Zsolt
Páva Zsolt (Pécs, 1955. október 30. – ) magyar politikus, a Fidesz tagja, Pécs polgármestere 1994 és 1998, illetve 2009 és 2019 között.

## Életpályája
A Nagy Lajos Gimnáziumban letett érettségi után (1974), 1981-ben elvégezte a Pécsi Tudományegyetem Állam- és Jogtudományi Karát, majd 1987-ben ugyanitt a közgazdász végzettséget is megszerezte. 1981-85 között a Mecseki Szénbányák jogtanácsosa volt, majd a Möbiusz Húsipari Vállalat osztályvezetője lett 1990-ig.
1989-ben lépett be a Fideszbe. 1990–1994 között Pécs alpolgármestere, az 1994–1998-as ciklusban polgármestere volt. 1998–2001 között a Délhús Rt. humánpolitikai és PR igazgatója. Ezután 2009-ig ügyvédként tevékenykedett. 2000 után Pécs és környéke kistérségi menedzserének nevezték ki. A 2009-es pécsi időközi polgármester-választáson polgármesterré választották (Szili Katalinnal szemben). A 2010-es önkormányzati választásokon újra polgármesterré választották. 2017 augusztus végén döntöttek egy „új, stratégiai kérdésekben a döntéseket előkészítő, de sok esetben döntéshozó elnökség segítségéről” a város vezetésében, amivel lényegében „gyámság alá” helyezték a polgármestert. Erre a hírek szerint az önkormányzat több milliárdos – mások szerint sokkal magasabb – adóssága miatt került sor, miután Pécstől 2014-ben már egyszer 45,7 milliárd forint adósságot vállalt át az állam. 2019 júniusában Páva Zsolt bejelentette, hogy nem indul újra a polgármesteri választáson, helyette a Fidesz Vári Attila olimpiai bajnok vízilabdázót indította, végül az október 13-i választást a közös ellenzéki támogatású jelölt, Péterffy Attila nyerte, így ő lett az utódja a polgármesteri székben.

## Magánélete
Nős, felesége dr. Barth Andrea. Három gyermekük: Réka (1985), Lőrinc (1988), Sarolt (1993).